# Revolutionary United Front

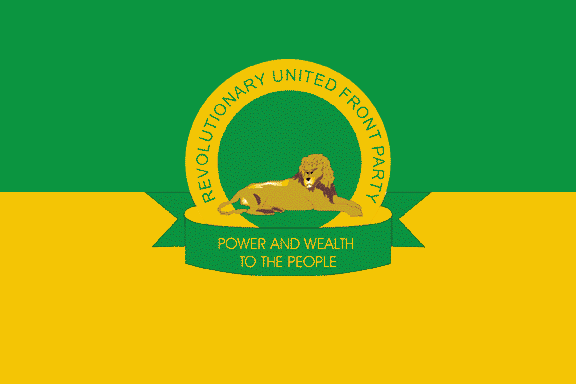
Flagge der Revolutionary United Front Party

Die Revolutionary United Front (RUF; deutsch Revolutionäre Vereinigte Front) war eine Rebellenarmee, die federführend von 1991 bis 2002 im Bürgerkrieg in Sierra Leone gegen die Regierung Sierra Leones kämpfte. Während dieser Zeit starben aufgrund der Kämpfe zwischen 50.000 und 200.000 Menschen. Führer der Rebellen war Foday Sankoh. Grundlage des Vorgehens der RUF war das eigene Manifest Footpaths to Democracy – Toward a new Sierra Leone aus dem Jahr 1995.
Nach Ende des Bürgerkrieges lebt die RUF als politische Partei Revolutionary United Front Party (RUFP) fort.

## Geschichte
Die Revolutionary United Front wurde von Foday Sankoh und seinen beiden Verbündeten Abu Kanu und Rashid Mansaray gegründet, nachdem sie ein Revolutionstraining in Libyen durchlaufen hatten. Der liberianische Rebellenführer Charles Taylor half, den bewaffneten Kampf der RUF in seinem Nachbarland zu initiieren, indem er die Truppe im ersten Jahr mit einer von ihm finanzierten Sondereinheit aus liberianischen und burkinischen Söldnern unterstützte, die wegen ihrer außerordentlichen Brutalität von der sierra-leonischen Zivilbevölkerung besonders gefürchtet wurden.
Ungewöhnlich ist, dass die Rebellengruppe keiner echten Ideologie angehörte, davon abgesehen, dass sie die Regierung stürzen wollte. Einen kleinen Anhaltspunkt gibt eine öffentliche Bekanntmachung, welche die RUF 1995 herausgab. Darin war von sozialer Gerechtigkeit und Panafrikanismus die Rede. Dies war jedoch alles rhetorisch sehr vage und lässt sich nicht, wie bei anderen afrikanischen Rebellengruppen, einer bestimmten ideologischen Gesinnung zuordnen.
Die (wenigen) Unterstützer der RUFP nach dem Krieg betonen vor allem, dass die RUF gegen die Korruption der Regierung gekämpft habe.

### Vorgehensweise
Die RUF wurde vor allem für ihre Menschenrechtsverletzungen und Verbrechen an der Zivilbevölkerung bekannt. Human Rights Watch bezeichnete ihre Vorgehensweise regelmäßig als Krieg gegen die Zivilbevölkerung.
Verstärkt nach 1998 im Rahmen der sogenannten Operation No Living Thing („Operation Keinerlei Leben“) griffen ihre Kämpfer gezielt Zivilisten an, töteten sie oder amputierten ihnen Hände und Arme oder andere Körperteile. Damit sollte die Bevölkerung für ihre angebliche Unterstützung für die Regierung bestraft werden. Auch sollten die Menschen am Wählen gehindert werden; einer weiteren Interpretation zufolge sollten die Bauern daran gehindert werden, Reis anzubauen, der auch zur Versorgung von Regierungstruppen verwendet werden könnte. Als „Inspiration“ für diese Praxis soll ein Slogan der Regierung gedient haben, der je nach Quelle als Nimm die Zukunft in deine Hände oder Wir wollen mit unseren Händen für unsere Zukunft arbeiten zitiert wird. Durch Terrorkampagnen wie die Verstümmelungen sollte die Bevölkerung weiterhin von den diamantreichen Gebieten im Westen und Südwesten des Landes vertrieben werden, damit die RUF diese Ressourcen ungestört ausbeuten konnte.
RUF-Kämpfer begingen zahlreiche Vergewaltigungen, und Frauen und Mädchen wurden von ihnen als Sexsklavinnen gehalten. Ferner wurden Zivilisten zur Zwangsarbeit in der Diamantengewinnung herangezogen, Felder und Plantagen verwüstet sowie Städte, Dörfer und Produktionsmittel geplündert. Während des Bürgerkriegs wurden beispielsweise in Koindu 3000 Kinder entführt und anschließend gezwungen, Diamanten zu schürfen.

### Flucht
Im März 1997 floh Sankoh nach Nigeria, wo er gefangen genommen und erst unter Hausarrest gestellt und später inhaftiert wurde. Bis zu Sankohs Rückkehr nach Sierra Leone im Jahr 1999 übernahm Sam Bockarie (General Mosquito) die Führung der militärischen Operationen der RUF. Am 7. Juli 1999 führte eine Initiative der Vereinigten Staaten, des Vereinigten Königreichs und der Vereinten Nationen zum Friedensabkommen von Lomé. Dieser erlaubte Sankoh die Rückkehr unter der Einhaltung der vertraglich festgelegten Bedingungen. Die Kämpfe brachen jedoch kurz nach seiner Rückkehr erneut aus und die UNO entsandte mit der United Nations Mission in Sierra Leone (UNAMSIL) Blauhelmtruppen nach Sierra Leone in der Hoffnung, die RUF in eine neue nationale Armee zu integrieren. Die Intervention der UNO wäre jedoch fast fehlgeschlagen, als die RUF im Mai 2000 rund 700 Blauhelmsoldaten als Geiseln gefangenhielt. Die Geiseln wurden nach Vermittlung durch Taylor wieder freigelassen.

### Ende der RUF
2000 intervenierte das Vereinigte Königreich in Sierra Leone und zerschlug gemeinsam mit der inzwischen aufgestockten und mit einem robusteren Mandat versehenen UNAMSIL die RUF und beendete den Krieg. Sankoh wurde von einem aufgebrachten Mob gefangen genommen und den Briten übergeben. Diese überstellten ihn dem Sondergerichtshof für Sierra Leone; er verstarb aber in Untersuchungshaft, bevor es zum Prozess kam. Auch Sam Bockarie, der stets die Rolle Sankohs bei Abwesenheit übernommen hatte und der besonders grausame Kampagnen gegen die Zivilbevölkerung führte, wurde vom Sondergerichtshof angeklagt. Man forderte Charles Taylor auf, den mutmaßlichen Kriegsverbrecher auszuliefern. Da der Ex-Diktator Liberias wusste, dass Bockarie ihn für Verbrechen der RUF mitbelasten konnte, ließ er ihn und einige Familienangehörige wahrscheinlich ermorden. Inzwischen wurde auch Taylor vor dem Sondergerichtshof für Sierra Leone angeklagt, doch der Prozess wurde aus Angst, dass Taylor aus dem Gefängnis in Freetown heraus erneut das Land destabilisieren könnte, in Den Haag in den Niederlanden geführt.
Die verurteilten, hochrangigen Mitglieder der RUF sind im Mpanga-Gefängnis in Ruanda inhaftiert, Taylor verbüßt seine Haftstrafe im Vereinigten Königreich.

### Partei
Nach dem Ende des Kriegs entstand aus der RUF die politische Partei Revolutionary United Front Party. Bei den Wahlen im Jahr 2002 erreichte sie nur 2,2 % der Stimmen und keinen Sitz im Parlament. 2012 waren es gar nur 0,59 Prozent der Stimmen. 2018 kam ihr Präsidentschaftskandidat Gbandi Ngobeh auf 0,5 Prozent der Stimmen.

## Struktur

### Finanzierung
Die RUF schürfte nach Diamanten, wozu sie auch zivile Zwangsarbeiter und Gefangene einsetzte, und schmuggelte die Steine nach Liberia. Charles Taylor organisierte den Weiterverkauf der Steine und lieferte der RUF im Gegenzug Waffen und Drogen (siehe: Blutdiamant). Der Schmuggel der RUF und die Verwerfungen des Krieges führten 1995 zum vollkommenen Versiegen der offiziellen Diamantexporte aus Sierra Leone, die einst die bei weitem wichtigste Devisenquelle des Landes dargestellt hatten. Dementsprechend konnte der Krieg in Sierra Leone erst beendet werden, als sowohl Sierra Leone als auch Liberia von den Vereinten Nationen mit einem Diamantboykott belegt wurden und im Rahmen des Kimberley-Prozesses der Kauf von Konfliktdiamanten durch die global größten Diamanthändler erschwert wurde.
Weiterhin versorgten sich viele Einheiten der RUF über Plünderungen und Überfälle größtenteils selbst und konnten ihren Mitgliedern dadurch sogar zum Teil einen relativen Wohlstand bieten.

### Soziale Basis
Zunächst fand die RUF Unterstützung vor allem unter den marginalisierten Jugendlichen, die nach Diamanten schürften. Ihnen wurde kein Respekt von der lokalen Bevölkerung entgegengebracht und sie hatten angesichts mangelnder Schulbildung und alternativen wirtschaftlichen Möglichkeiten keine Zukunftsperspektive. Die RUF bot ihnen eine Möglichkeit, mit Waffengewalt Respekt einzufordern sowie über Plünderungen ein materiell reicheres Leben als zuvor zu führen.
Durch ihre Grausamkeit gegenüber der Zivilbevölkerung konnte die RUF bald jedoch kaum noch freiwillige Rekruten anziehen und verlegte sich stattdessen auf Zwangsrekrutierungen. Dazu entführte sie bei Überfällen vor allem Kinder und Jugendliche, die sie zum Teil zwang, ihre eigenen Eltern oder Mitglieder ihrer Herkunftsgemeinschaften zu töten. Erwachsene wie Kindersoldaten wurden unter Drogen gesetzt, um sie süchtig und abhängig von der RUF zu machen sowie sie zu Grausamkeiten zu verleiten.

## Filme
- SL Peacekillers – People and Power, Dokumentation, Al Jazeera, 2018.
- Rebelle, Spielfilm, 2012.
- War Don Don, Dokumentation, 2010; diverse internationale Auszeichnungen, zwei Nominierungen für die Emmy Awards.
- Blood Diamond, Spielfilm, 2006.
- Sierra Leone’s Refugee All Stars, Dokumentation, 2005.
- Lord of War – Händler des Todes, Spielfilm, 2005
- Sierra Leone: Soldiers of fortune, Dokumentation, 2004.
- Innocence under Seige: Healing a Scarred Generation, Dokumentation, 2002.
- A Child’s Century of War, Dokumentation, 2001.
- Children of war: a report from Jaques Pauw, Dokumentation, 2001.